# Franz Reimer
Franz Reimer (* 1971 in Bonn) ist ein deutscher Rechtswissenschaftler und seit 2007 Professor für Öffentliches Recht und Rechtstheorie an der Justus-Liebig-Universität Gießen. 

## Werdegang
Nach seinem Studium der Rechtswissenschaften in Bonn, Oxford und Freiburg promovierte Reimer bei Dietrich Murswiek zum Thema Verfassungsprinzipien. Ein Normtyp im Grundgesetz. Die Venia legendi erwarb er 2007 als wissenschaftlicher Assistent bei Andreas Voßkuhle, wo er seine Habilitationsschrift zum Thema Qualitätssicherung. Grundlagen eines Dienstleistungsverwaltungsrechts verfasste. Zum Wintersemester 2007/2008 erhielt er den Ruf an die Universität in Gießen, wo er seit dem Wintersemester 2010/2011 bis zum Jahr 2013 außerdem als Studiendekan des Fachbereichs Rechtswissenschaft tätig war.
Am Rudolf-von-Jhering-Institut für rechtswissenschaftliche Grundlagenforschung an der JLU Gießen ist er seit 2012 als geschäftsführender Direktor tätig, außerdem ist er Mitglied des Vorstands der Erwin-Stein-Stiftung.

## Publikationen

### Monographien
- Verfassungsprinzipien. Ein Normtyp im Grundgesetz. (= Schriften zum Öffentlichen Recht. Band 857). Duncker & Humblot, Berlin 2001. Zugl. Freiburg (Brsg.), Univ., Diss., 2000 (u.d.T. Zum Verfassungsprinzip als Normtyp im Grundgesetz für die Bundesrepublik Deutschland.).
- Qualitätssicherung. Grundlagen eines Dienstleistungsverwaltungsrechts. (= Neue Schriften zur Verwaltungsrechtswissenschaft. Bd. 9.). Nomos-Verlag, Baden-Baden 2009.
- Juristische Methodenlehre. Nomos-Verlag, Baden-Baden 2016.

### Herausgeberschaften (Auswahl)
- (mit Gabriele Britz und Martin Eifert): Energieeffizienzrecht. Perspektiven und Probleme. (= Gießener Abhandlungen zum Umweltrecht. Bd. 21.). Nomos-Verlag, Baden-Baden 2010.
- Homeschooling – Bedrohung oder Bewährung des freiheitlichen Rechtsstaats? (= Schriften zum Bildungs- und Wissenschaftsrecht. Bd. 13.). Nomos-Verlag, Baden-Baden 2012.
- (mit Georg Hermes): Landesrecht Hessen. Studienbuch. Nomos-Verlag, Baden-Baden, 8. Aufl. 2014.